# Axel Staël von Holstein
Axel Olof Staël von Holstein, född den 3 september 1848 i Vapnö socken, död den 28 augusti 1908 i Stockholm (skriven i Jönköping), var en svensk militär. Han var måg till Olof Nordenfeldt den yngre, far till Mathilda Staël von Holstein och morfar till Philip von Krusenstierna.
Staël von Holstein blev kadett vid krigsskolan på Karlberg 1865 och utexaminerades därifrån 1867. Han blev underlöjtnant i Vendes artilleriregemente sistnämnda år och vid regementet 1868. Staël von Holstein genomgick kurs i pyroteknik 1870. Han blev löjtnant 1875 och kapten 1882. Staël von Holstein var besiktningsofficer vid Ankarsrums bruk 1883–1887 och regementskvartermästare 1888–1890. Han befordrades till major 1895 och till överstelöjtnant 1899. Staël von Holstein blev överste och chef för Andra Göta artilleriregemente 1902. Han blev riddare av Svärdsorden 1889, kommendör av andra klassen av samma orden 1905 och riddare av Carl XIII:s orden 1906.